# Deer Lake (gemeente in Newfoundland en Labrador)
Deer Lake is een gemeente (town) in de Canadese provincie Newfoundland en Labrador. De gemeente ligt aan de monding van de Humber in Deer Lake, een groot meer in het westen van het eiland Newfoundland.
Het is een fusiegemeente die bestaat uit de gelijknamige hoofdplaats Deer Lake, de kleinere nederzettingen Nicholsville en Spillway en uitgestrekte bosgebieden. De gemeente is een van de belangrijkste transport- en dienstencentra van westelijk Newfoundland.

## Geografie
Deer Lake ligt aan het noordelijke uiteinde van het gelijknamige meer, op de plaats waar de bovenloop van de Humber erin uitmondt. De gemeente ligt vrij centraal in het westelijke gedeelte van Newfoundland, op ruim 30 km van de zee. Het is de op twee na grootste gemeente in het westen van het eiland, na Corner Brook en Stephenville.
Het dorp Deer Lake zelf ligt aan de linkeroever van de Humber. Aan de overkant van de rivier, ten noorden van het centrum, ligt Nicholsville. Aan de zuidrand van Deer Lake-dorp ligt ook nog de kleine nederzetting Spillway. De gemeente heeft een totale oppervlakte van ruim 73 km² waarvan een groot deel bestaat uit bos. Dit grotendeels onbewoonde gebied strekt zich vooral ten oosten van Deer Lake-dorp uit, al zijn er ook relevante stukken grondgebied ten noorden van Nicholsville en deels parallel aan de zuidoever van het meer.
De gemeente grenst via Nicholsville in het noorden aan de gemeenten Reidville en Cormack. Ten westen, zuiden en oosten van Deer Lake ligt er uitgestrekt gemeentevrij gebied. Dat is grotendeels onbewoond, met uitzondering van het dorp St. Judes dat grenst aan Spillway.

### Transport
Deer Lake bevindt zich op de splitsing van de Trans-Canada Highway en Route 430, respectievelijk de belangrijkste weg van de provincie en de enige toegangsweg tot het Great Northern Peninsula. De interessante ligging tussen de stad Corner Brook (40 km) en het tot wereldnatuurerfgoed uitgeroepen Nationaal Park Gros Morne (30 km) spelen een belangrijke rol in het succes van Deer Lake Regional Airport, de belangrijkste luchthaven van westelijk Newfoundland.
In Deer Lake bevindt zich een halte van de trans-Newfoundlandse busdienst van DRL Coachlines.

## Geschiedenis
In 1950 werd de plaats Deer Lake erkend als een town. Gedurende 44 jaar vielen het dorp en de gemeente Deer Lake daarom samen. In 1994 werd het grondgebied echter gevoelig uitgebreid door de annexatie van Nicholsville en Spillway, die tot dan toe allebei zelfstandige local service districts waren. De bevolkingsomvang steeg hierdoor in één klap van ongeveer 4200 naar 5200 inwoners.
In 2018 maakte het gemeentebestuur bekend dat het een verdere grondgebiedsuitbreiding naar het zuidwesten toe ambieerde. Op 28 juli 2021 werd het plan door het provinciebestuur goedgekeurd. Deer Lake annexeerde hierdoor een uitgestrekt gebied ten zuiden en zuidoosten van de dorpskern, waardoor de plaats St. Judes geprangd kwam te liggen tussen de gemeente en het gelijknamige meer. Daarnaast verlegde Deer Lake ook zijn planningsgrens een heel eind verder zuidwestwaarts, namelijk een gebied van zo'n 7 x 1,5 km langs de oostzijde van de Trans-Canada Highway. Hierdoor grenst het planningsgebied van de gemeente sinds 2021 aan het local service district Pynn's Brook, al blijven de tussen beide plaatsen gelegen buurten St. Judes en Taylor's Estates aldus gemeentevrij.

## Demografie
Als relatief grote gemeente met een centrumfunctie kon Deer Lake de sinds de jaren 1990 sterk dalende demografische trend op Newfoundland grotendeels ontspringen. De voorbije dertig jaar schommelde de gemeente demografisch steeds rond de 5000 inwoners.
| Demografische ontwikkeling van Deer Lake tussen 1951 en 2021 |
| --- |
| |
| Bron: Statistics Canada (1951–1986, 1991–1996, 2001–2006, 2011–2016, 2021) - Het cijfer van 1991 slaat reeds op het grondgebied zoals dat door annexatie in 1994 tot stand kwam. |

### Taal
In 2021 had 99% van de inwoners van Deer Lake het Engels als moedertaal. Hoewel slechts 10 mensen (0,2%) het Frans als moedertaal hadden, waren er 65 mensen die die andere Canadese landstaal konden spreken (1,3%).

## Galerij

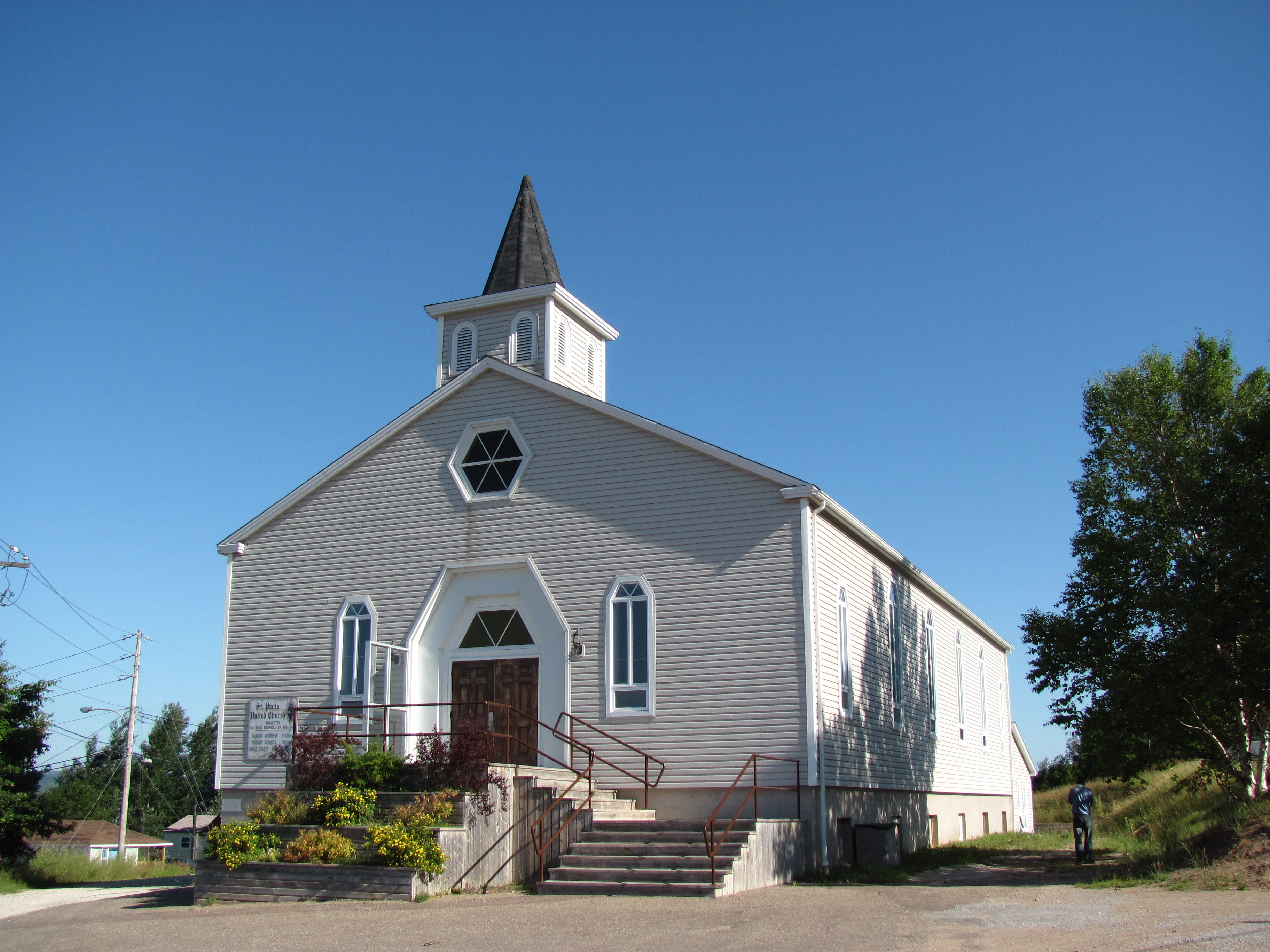
St. Paul's United Church
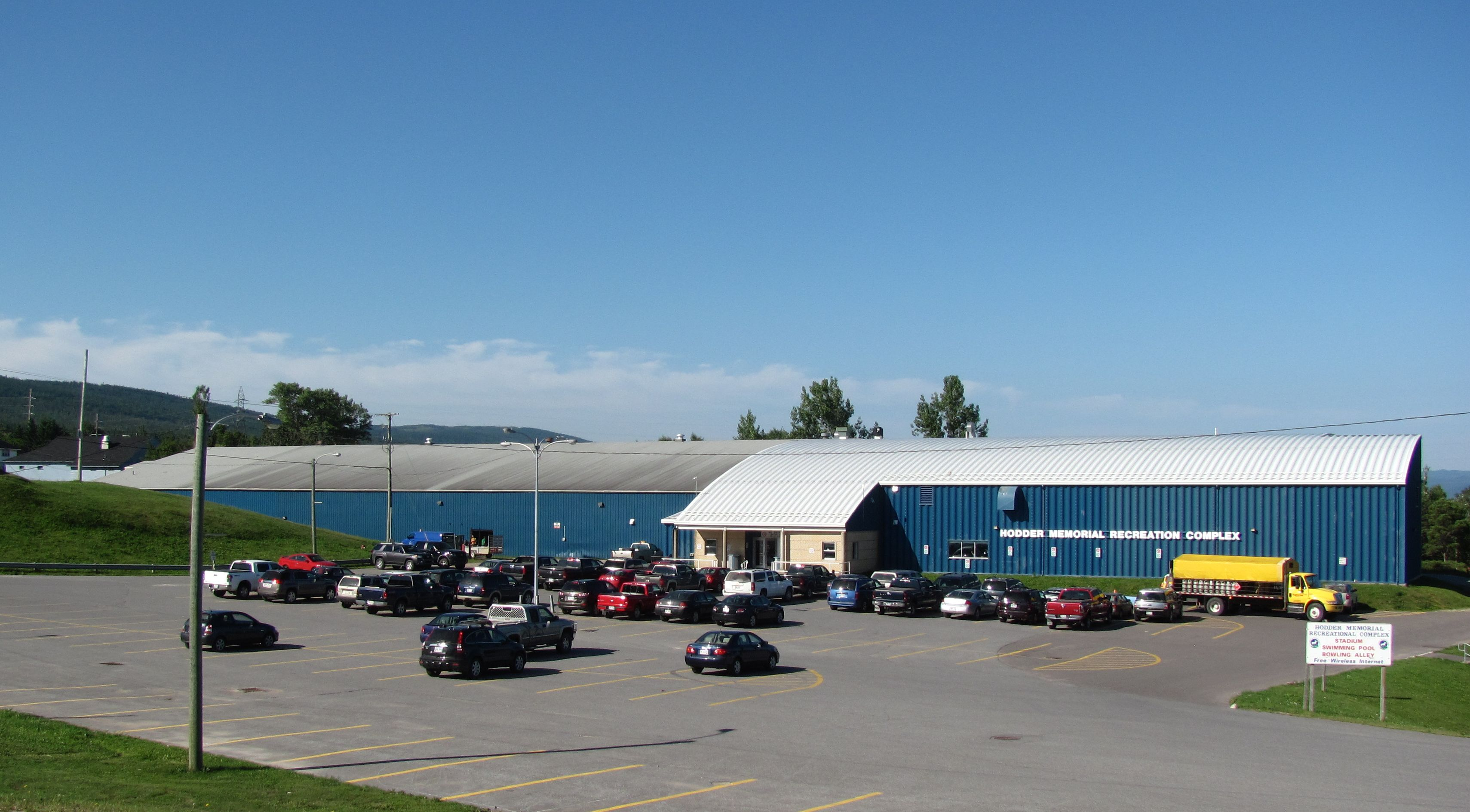
Hodder Memorial Recreatiecentrum
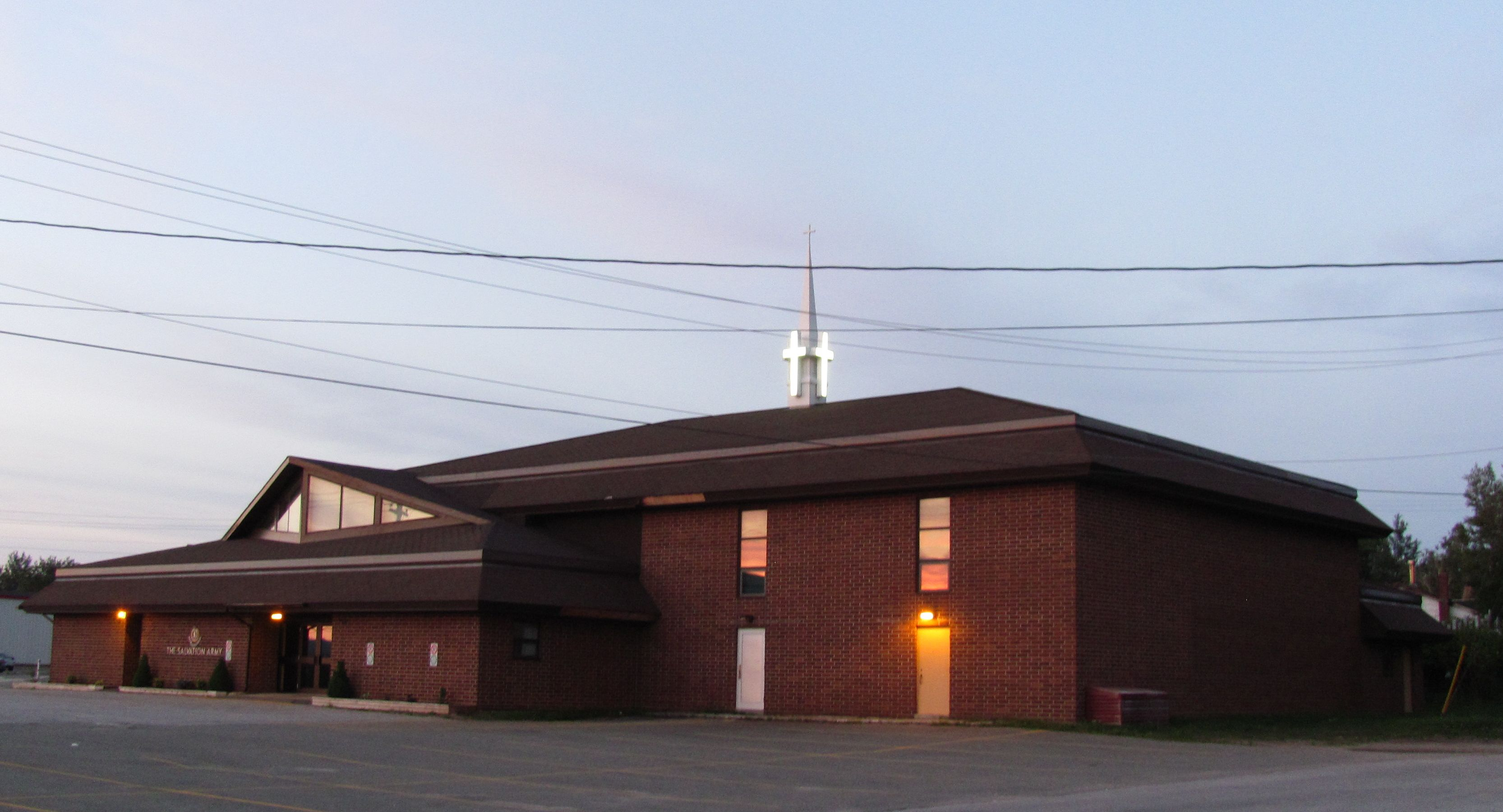
Gebouw van het Leger des Heils
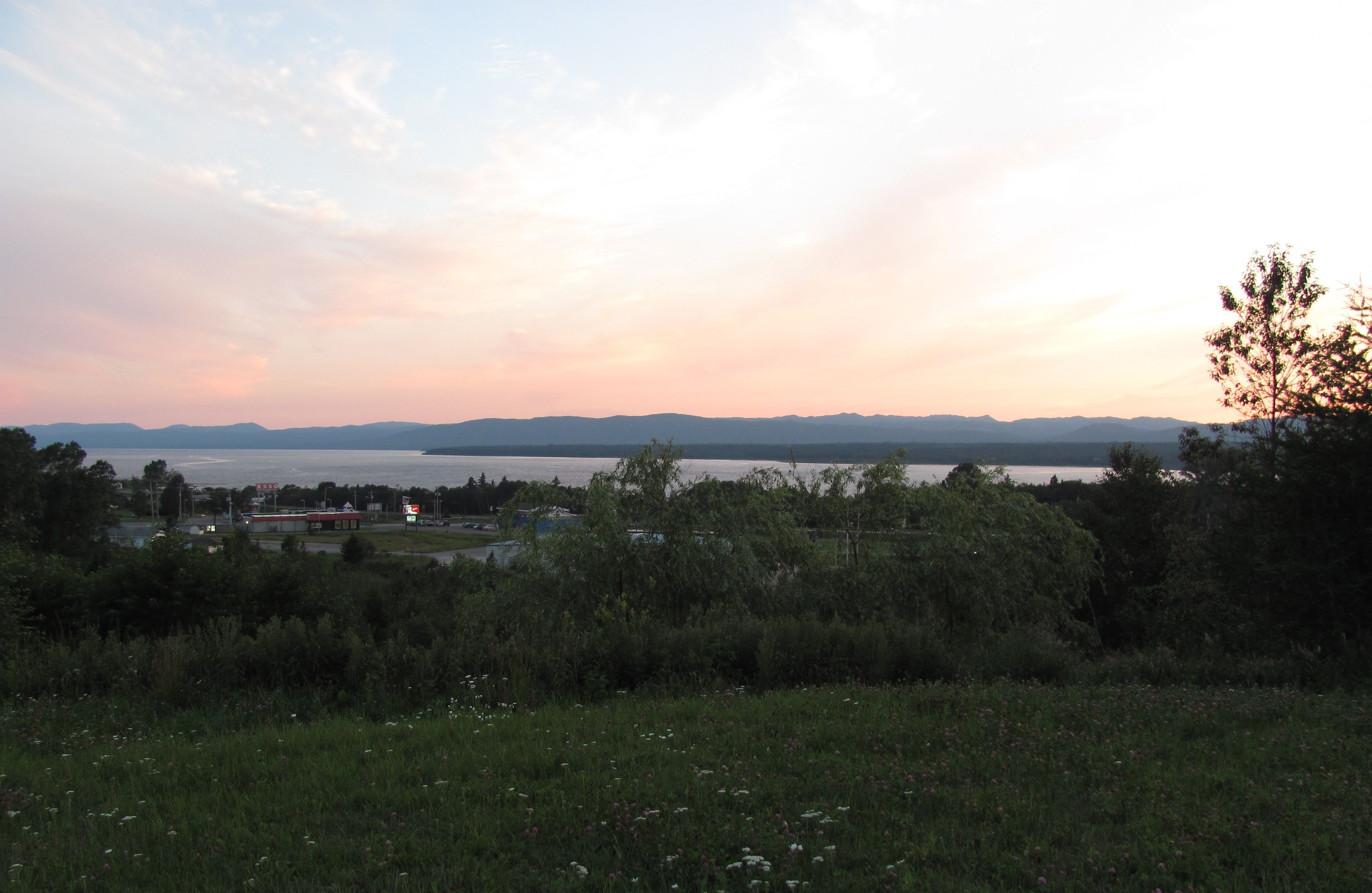
Zicht op het meer en de rand van het dorp
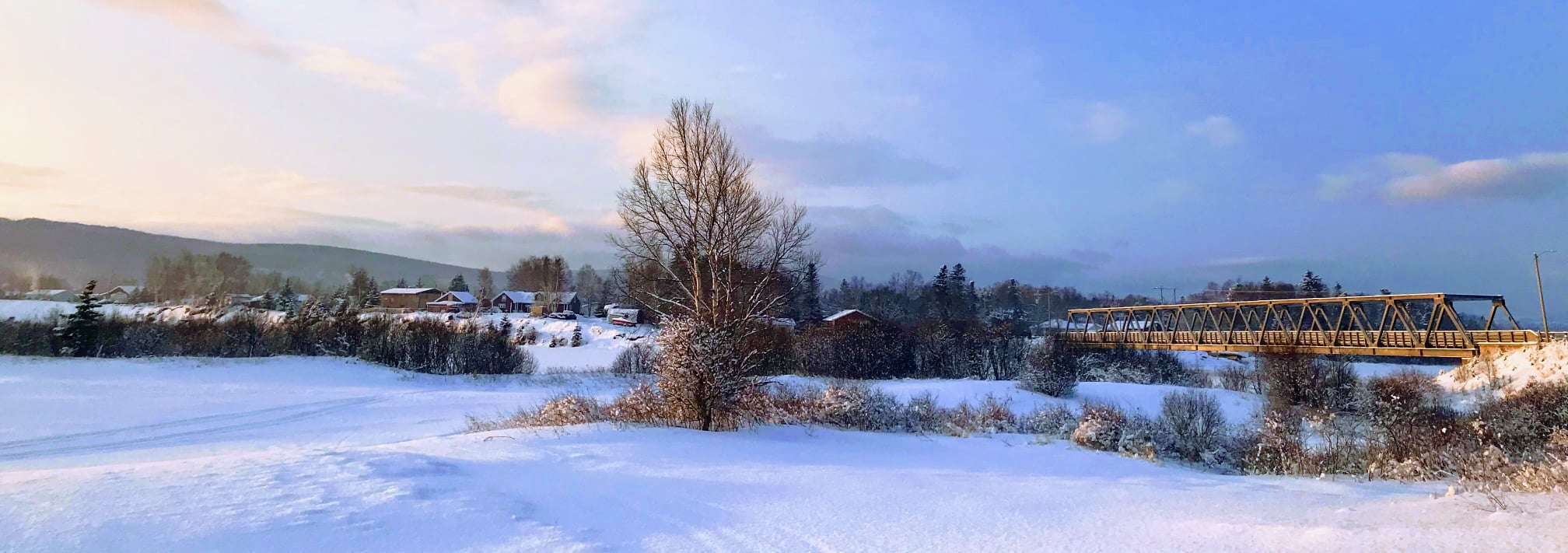
Brug tussen Deer Lake en Nicholsville

## Bekende (ex-)inwoners
- Dwight Ball (1957), premier van Newfoundland en Labrador
- Darren Langdon (1971), ijshockeyspeler en -coach